# 1991 en France
Chronologie de la France
- 1987
- 1988
- 1989
- 1990
- 1991
- 1992
- 1993
- 1994
- 1995

Cette page présente les faits marquants de l'année 1991 en France.

## Événements

### Janvier
- 2 janvier : la France déclenche pour la première fois le plan Vigipirate en « phase simple », devant la tension engendrée par les risques de guerre après l'invasion du Koweït par l'Irak ; il est levé le 26 avril[1].
- 3 janvier : 
  - loi Lalonde relative à la circulation des véhicules terrestres dans les espaces naturels et portant modification du code des communes[2].
  - la corruption au sein de la classe politique oblige le gouvernement à adopter une loi sur la transparence et la régularité des marchés publics[3], qui crée une mission interministérielle d’enquête chargée de veiller au respect des règles de publicité et de mise en concurrence[4].
  - « nuit bleue », série d'attentat en Corse contre des complexes touristiques revendiqués par le FLNC Canal historique ; le 8 janvier la tendance plus modérée du FLNC annonce le gel total temporaire de ses actions militaires[5].
- 10 janvier : loi Évin de lutte contre le tabagisme et l'alcoolisme[6]. Elle établit le principe d'une interdiction de fumer dans tous les lieux de travail affectés à un usage collectif, ainsi que dans les lieux collectifs de transport.
- 12 janvier : manifestation contre la guerre du Golfe à Paris[7].
- 16 janvier : message au Parlement convoqué en session extraordinaire du président François Mitterrand annonçant que la France est entrée en guerre, aux côtés de ses alliés, contre l'Irak[8].
- 17 janvier-28 février : la France s'engage militairement dans la guerre du Golfe[9].
- 17 janvier : le plan Vigipirate est activé en phase 2[10].
- 29 janvier : démission du ministre de la Défense, Jean-Pierre Chevènement. Pierre Joxe le remplace[5].

### Février
- 23-25 février : événements du Chaudron. Émeutes à La Réunion à la suite de l'interdiction par le CSA de la chaîne de télévision privée Télé Free Dom[9],[5].

### Mars
- 2 mars : mort de Serge Gainsbourg d'une crise cardiaque pendant son sommeil dans la chambre de son hôtel particulier de la rue de Verneuil[11]. Le numéro spécial Gainsbourg de Libération du 4 mars s'écoule à 800 000 exemplaires[12].
- 16 mars : présentation de la Citroën ZX[13].
- 17 mars : succès du Tahoeraa huiraatira, parti de Gaston Flosse proche du RPR aux élections territoriales en Polynésie qui remporte 18 des 41 sièges. Flosse fait alliance avec Émile Vernaudon pour succéder à Alexandre Léontieff comme Président de la Polynésie française[5].
- 26 mars : Djamel Chettouh, 18 ans, est tué par Kamel Zouabi, un vigile du centre commercial Euromarché à Sartrouville, dans les Yvelines. Violents incidents dans la cité des Indes[14].

### Avril
- 12 avril : adoption définitive de la loi de réforme du statut de la Corse[9]. L'assemblée de Corse dispose de compétences élargies. La loi est promulguée le 13 mai[15].
- 25 avril : dans L'Événement du jeudi, la journaliste Anne-Marie Casteret révèle l'affaire du sang contaminé[16].

### Mai
- 9 mai : le Conseil constitutionnel censure la référence à un « peuple corse, composante du peuple français » énoncé dans le nouveau statut de la Corse[5].
- 15 mai : démission du gouvernement Rocard. Nomination d'Édith Cresson au poste de Premier ministre. Gouvernement Édith Cresson (fin le 31 mars 1992)[9].
- 27 mai : émeutes à Mantes-la-Jolie ; à la suite de la mort en garde à vue d'une crise d'asthme d'Aïssa Ihich, 19 ans, de nouvelles émeutes dans les banlieues de grands ensembles durent jusqu'au 9 juin, quand une policière de 32 ans, Marie-Christine Baillet, est mortellement blessée par les occupants d'une voiture volée qui tente de forcer un barrage de police au Val Fourré. Quelques minutes plus tard, Youssef Khaïf, 23 ans, arrivé sur les lieux dans une autre voiture, est abattu d'une balle dans la nuque par un policier, Pascal Hiblot[17].
- 31 mai : l'Assemblée plénière de la Cour de cassation déclare illicite les conventions de « mères porteuses » qui contreviennent au principe d'ordre public d'indisponibilité du corps humain et qui réalise un détournement de l'institution de l'adoption[5].

### Juin
- 3 juin : la France adhère au traité de non-prolifération nucléaire de 1968[18].
- 12 juin : plan Bianco de réduction du déficit de la sécurité sociale[9]. Augmentation des cotisations d’assurance maladie des salariés de 0,9 %. Hausse du forfait hospitalier, nouvelles taxes sur les industries pharmaceutiques. Déremboursement de nombreux médicaments.
- 13 juin : occupation de la mairie de Saint-Laurent-des-Arbres, dans le Gard, par des fils de harkis qui protestent contre leur situation sociale. Violences à Narbonne à partir du 20 juin puis affrontements entre la police une centaine de jeunes à Narbonne qui culminent dans la nuit du 23 au 24 juin[19]. En juin-juillet les enfants de harkis organisent un mouvement de protestation dans le sud de la France[9].
- 19 juin : discours de Jacques Chirac à Orléans qui dénonce les difficultés de l'intégration (« Le bruit et l'odeur »)[20].
- 24 juin : découverte du corps de Ghislaine Marchal et de la phrase accusatrice « Omar m'a tuer »  écrite en lettres de sang sur une porte à proximité. Début de l'affaire Omar Raddad[21].

### Juillet
- 3 juillet : adoption en lecture définitive à l'Assemblée nationale de la loi d'orientation pour la ville [9].

- 31 juillet : loi portant réforme hospitalière[22].

### Août
- 2 763 200 chômeurs ; le taux de chômage en France passe à 9,5%[23].
- 13 août : accident nucléaire de Forbach. Deux intérimaires et leur chef d'équipe sont irradiés à des doses importantes dans une PME, la société EBS, utilisant un accélérateur de particules[24].
- 28 août : création du triangle de Weimar, coopération trilatérale entre les ministres des Affaires étrangères de Pologne, d'Allemagne et de France[25].

### Septembre
- 12 septembre : lancement de la Peugeot 106[26].
- 16 septembre : la Première ministre Édith Cresson annonce un plan PME-PMI lors de Convention nationale de la CGPME à Bordeaux[27].
- 16 septembre - 16 novembre : mouvement de grève des assistantes sociales[28].
- 25 septembre : le criminel de guerre allemand Klaus Barbie meurt en détention à Lyon[9].
- 29 septembre : la FNSEA et le CNJA organisent à Paris un « dimanche des terres de France », une grande manifestation paysanne sous le mot d'ordre  « Pas de pays sans paysans » qui rassemble 200 000 personnes[29].
- 30 septembre : création du Millionnaire, jeu de grattage de la Française des jeux couplé avec une émission de télévision[30].

### Octobre
- 9 octobre : confronté à l'agitation paysanne, le ministre de l'Agriculture Louis Mermaz annonce un « Plan d'urgence en faveur des éleveurs » ; les agriculteurs continuent cependant leurs manifestations violentes dans plusieurs régions. Le 19 octobre François Mitterrand demande au gouvernement de faire respecter l'autorité de l'État et le 22 octobre il déclare sur France Inter : « Il n'est pas acceptable que ces bandes continuent de brûler, de frapper, de détruire, de casser. Et là, le gouvernement a reçu des instructions tout à fait précises. Il faut désormais que ceux qui ont la charge de l'ordre, c'est-à-dire la police, la gendarmerie, la justice, fassent leur devoir ». Dans un entretien publié le 24 octobre dans Le Journal du Centre, le Président approuve la plupart des revendications paysannes et propose des « états généraux du monde rural »[31].
- 17 octobre-7 novembre : grève à l'usine Renault de Cléon[32].
  - accident ferroviaire à Melun (77) entre un train couchettes et un train de fret. Bilan : 17 morts et 54 blessés[5].
  - brutalités policières lors d'une manifestation d'infirmières à Paris[31].
- 21 octobre : premières inculpations dans l'affaire du « sang contaminé » ; les docteurs Michel Garretta, directeur général du Centre national de la transfusion sanguine (CNTS), Jacques Roux, ancien directeur général de la Santé, Robert Netter, ancien directeur du laboratoire national de la Santé. Jean-Pierre Allain, ancien chef du département recherche du CNTS est inculpé le 4 novembre[33].

### Novembre
- 3 novembre : au journal télévisé de TF1, Georgina Dufoix, ancien ministre des Affaires sociales du gouvernement Fabius, se dit « responsable mais pas coupable » dans l'affaire du sang contaminé[33].
- 7 novembre : le gouvernement annonce la délocalisation d'organismes publics en région[9].
- 19-21 novembre : sommet de la francophonie à Paris[9].
- 21 novembre : Gérard d'Aboville achève sa traversée de l'océan Pacifique à la rame[34].
- 25 novembre : signature du protocole de Sangatte entre la France et le Royaume-Uni, relatif aux contrôles frontaliers et à la police, à la coopération judiciaire en matière pénale, à la sécurité civile et à l'assistance mutuelle, concernant la liaison fixe transmanche[35].

### Décembre
- 9-10 décembre : Conseil européen de Maastricht, qui accepte le projet de Traité sur l'Union européenne[9].
- 14 décembre : Disparition du petit Jérôme Cantet dans un centre commercials à La Défense.
- 13-15 décembre : congrès de l'Arche, 68e congrès ordinaire du Parti socialiste. Il adopte le projet « Un nouvel horizon pour la France » rédigé par Michel Charzat[36].
- 19 décembre : la loi réduisant à dix mois la durée du service militaire est adoptée définitivement[5].
- 30 décembre : loi relative aux recherches sur la gestion des déchets radioactifs (dite loi Bataille)[37].